# Ampharete arctica
Ampharete arctica är en ringmaskart som beskrevs av Anders Johan Malmgren 1866. Ampharete arctica ingår i släktet Ampharete och familjen Ampharetidae. Arten är reproducerande i Sverige. Inga underarter finns listade i Catalogue of Life.